# Salvant la Grace B. Jones
Salvant la Grace B. Jones (títol original en anglès, Saving Grace B. Jones) és un llargmetratge independent escrit, produït i dirigit per Connie Stevens. La pel·lícula es va estrenar mundialment al Festival de Cinema de Filadèlfia el 28 de març de 2009 i es va projectar a la 18a edició del Festival Internacional de Cinema de Saint Louis el 20 de novembre de 2009. La pel·lícula es va estrenar generalment als Estats Units el desembre de 2012. El rodatge va tenir lloc a la ciutat de Boonville (Missouri), l'any 2007. S'ha doblat i subtitulat al català.